# Лаубер, Августа
Августа Лаубер, в замужестве Ферзинг или Лаубер-Ферзинг (нем. Auguste Lauber-Versing; 28 января 1810, Регенсбург — 31 января 1880, Гросс-Уллерсдорф, Австро-Венгрия, ныне Вельке-Лосины, район Шумперк, Чехия) — немецкая актриса.
Родилась в актёрской семье. С десятилетнего возраста играла детские роли, в 16 лет получила первый собственный ангажемент во Фрайбурге. Затем короткое время работала в Лейпциге, где на неё, как считается, оказала влияние манера Эмиля Девриента и Дорис Бёлер, а также в Нюрнберге и Франкфурте-на-Майне. В 1829—1833 гг. в амплуа инженю в Дармштадте, затем ненадолго в Мангейме, где познакомилась с актёром Вильгельмом Ферзингом. Выйдя за него замуж, последовала за ним в Дюссельдорф, где вплоть до 1837 г. работала под руководством Карла Иммермана, существенно развившего её способности. Среди основных ролей молодой Лаубер — Луиза Миллер («Коварство и любовь» Ф. Шиллера), Гретхен («Фауст» И. В. Гёте), Росаура («Жизнь есть сон» Кальдерона), роли в пьесах Августа Иффланда, Карла Блума и др.
В 1838 г. вместе с мужем отправилась в Россию и в течение 10 сезонов выступала в Санкт-Петербурге. Обосновавшись в 1848 г., по окончании российского контракта мужа, в Чехии, Лаубер в большей степени посвятила себя профессиональной подготовке и актёрскому становлению своей дочери Анны, хотя и появлялась сама на сценах Праги и Брно. Однако к концу 1850-х Лаубер вернулась на сцену уже в амплуа благородной матери, а также в комических ролях, и после успешного гастрольного турне по всей Германии выступала на протяжении 13 сезонов (1858—1871) во Франкфурте-на-Майне. В 1871 г. ушла на покой.
Сёстры Августы Лаубер Мария и Тереза также стали актрисами; первая из них стала женой Альберта Эльменрейха.